# José Antonio Vázquez Taín
José Antonio Vázquez Taín (La Merca, Orense, 1968) es un juez español, uno de los más populares, habiendo recibido apelativos como «el Garzón gallego» o «el Robin Hood de Villagarcía».

## Trayectoria
Su infancia y juventud transcurrió en la ciudad de Orense. Licenciado en Derecho por la Universidad de Santiago de Compostela. Destinado en 1999 al Juzgado de Instrucción n.º 1 de Villagarcía de Arosa, destacó por su persecución del narcotráfico.
Entre sus éxitos está la captura en 2003 del mayor alijo de cocaína del siglo en Galicia, de alrededor de siete toneladas, a bordo del South Sea. En los años 2011 y 2012 llevó el caso del robo y posterior recuperación del Códice Calixtino.
En enero de 2013 publicó su primera novela, A lenda do santo oculto, en julio actuó como magistrado de refuerzo en el caso del accidente ferroviario de Santiago de Compostela y en septiembre se hizo cargo del caso Asunta Basterra.

## Obras
- Santiago. La leyenda del santo oculto, 2013.
- Al infierno se llega deprisa, 2014.
- Matar no es fácil, 2015.
- El mar sin fondo, 2016.
- Grandes juicios de la historia, 2018.

## Reconocimientos
- Premio "Ourensanía 2012" de la Diputación de Orense.[7]